# Рыбинский, Мацей
Мацей (Матвей) Рыбинский (пол. Maciej Rybiński; 24 февраля 1784, Славута, Речь Посполитая, — 17 января 1874, Париж, Франция) — польский генерал, последний руководитель восстания 1830—1831 годов. Обвинялся в переговорах о капитуляции с генералом Паскевичем. Участник наполеоновских войн (1809—1814) и Польского восстания (1830-1831).

## Биография
В 1805 вступил в армию Наполеона. Служил адъютантом у будущего маршала Луи Габриэля Сюше, с 1807 — в армии Варшавского герцогства.
Участник Наполеоновских войн: с Австрийской империей (1809), с Россией (1812—1813) . Отличился в сражениях под Смоленском, Малоярославцем, битве народов. Под Лейпцигом был взят в плен.
В 1815—1831 служил в чине майора в вооруженных силах Царства Польского. В ноябре 1830 активно поддержал начало польского восстания. В 1831 участвовал в сражении под Остроленкой.
В сентябре 1831 стал генералом и возглавил силы польских мятежников.
В ноябре того же года был обвинен в переговорах о капитуляции с генералом Паскевичем. Во главе 20-тысячной армии перешел границу с Пруссией.
После подавления восстания жил в эмиграции в Париже. В 1843 г. основал среди польских эмигрантов Военную партию (пол. Stronnictwo Wojskowe). Оставил «Записки» о времени польского ноябрьского восстания.
Похоронен на Кладбище Монмартр.

## Галерея
- Художник Жозеф Шабор. Портрет генерала М. Рыбинского.
- Художник А. Рачинский. Генерал М. Рыбинский в эмиграции.